# 116
116 — високосний рік, що почався в середу за григоріанським календарем.
Римська імперія •  Парфянське царство •  Кушанське царство •  Східна Хань •  Сармати

## Геополітична ситуація
Римську імперію очолює імператор Траян (до 117). Імперія займає Апеннінський, Піренейський та Балканський півострови, Галлію, частину Британії, Близький Схід, Північну Африку включно з Єгиптом.
Наймогутніша держава центральної Азії — Парфянське царство. Наймогутніша держава Індостану — Кушанське царство. Династія Хань править у Китаї. Корейський півострів ділять між собою Три корейські держави.
Триває докласичний період цивілізації мая.
На території майбутньої України, в степах Причорномор'я, мешкають сармати, північніше — племена Черняхівської культури.

## Події

### Римська імперія

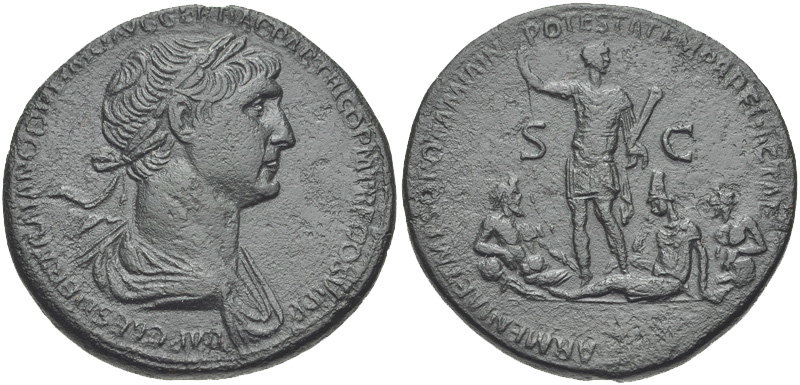
Пам'ятна монета з нагоди приєднання до Римської імперії Вірменії та Месопотамії

- Консулами Римської імперії були Луцій Фунданій Ламія Еліан та Секст Карміній Вет.
- Римський імператор Траян створив провінції Месопотамія та Ассирія.
- Війська Траяна взяли Ктесифон, а флот вийшов у Перську затоку[1]. Частково спалена Селевкія.
- Квінт Марцій Турбон придушив повстання юдеїв в Александрії. Зруйновано частину міста.
- Legio VII Claudia послано для придушення повстання на Кіпрі.

### Китай
- Китайські війська відтісняють цянів.
- Союз Кашгара та тохарів. Китай змушений воювати з ними.

## Народились
Дивись також Категорія:Народились 116

## Померли
Дивись також Категорія:Померли 116
- Бань Чжао — знана китайська письменниця, перша відома жінка-історик та вчена.